# Mézilles
Mézilles é uma comuna francesa na região administrativa de Borgonha-Franco-Condado, no departamento de Yonne. Estende-se por uma área de 53,1 km². Em 2010 a comuna tinha 535 habitantes (densidade: 10,1 hab./km²).